# Zadní Zlatná
Zadní Zlatná je kopec v Nízkém Jeseníku s výškou 657 m n. m. Vrchol kopce se nachází přibližně 3,8 km severozápadně od Města Libavá a východně od Norberčan v okrese Olomouc v Olomouckém kraji. Blízko k vrcholu kopce vede lesní cesta.
Zadní Zlatná je také zaniklá osada poblíže výše uvedeného kopce, která patřila k Podlesí. Zánik osady je spojen s poválečným odsunem německého obyvatelstva a vznikem vojenského újezdu Libavá.
Zadní Zlatná byl součásti oblasti bývalého pohotovostního muničního skladu (tajné vojenské raketové základny sovětské armády Točka Sever na kopci Samoty), kde byly s velkou pravděpodobností umístěny i jaderné zbraně. V době přítomnosti sovětských vojsk byl kopec Zadní Zlatná a jeho okolí přísně střežen sovětskými vojáky.
Zadní Zlatná byla v minulosti místem těžby zlata.

## Další informace

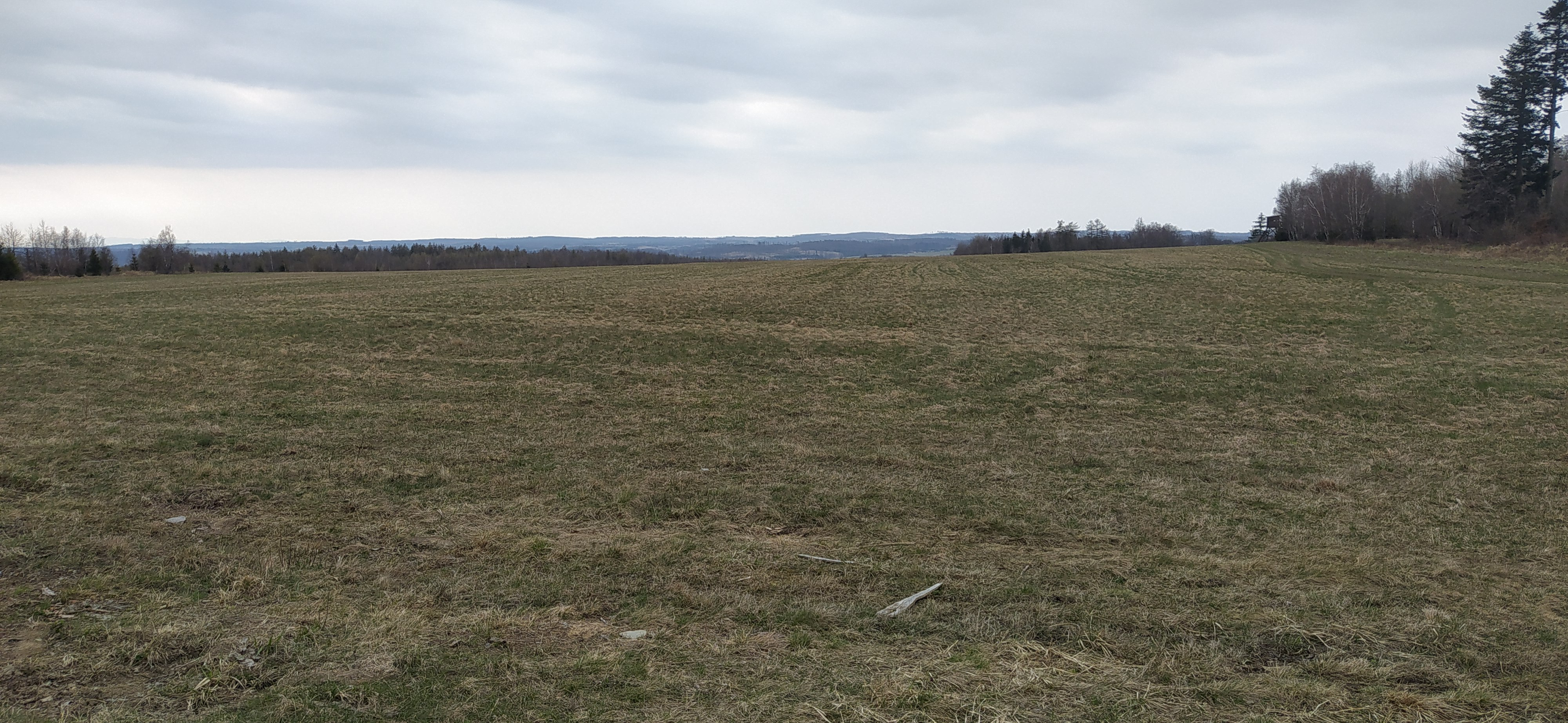
Pohled ze svahu Zadní Zlatné na Oderské vrchy

K Zadní Zlatné nevedou turistické značky. Vrchol kopce je zalesněn a u cesty pod vrcholem je louka s výhledem jižním směrem na Oderské vrchy.
Přibližně severním směrem se nachází Červený kopec a Červená hora.
Přibližně západním směrem se nachází kopec Chlum.